# Isabel Pérez Montalbán
Isabel Pérez Montalbán (Còrdova, 1964) és una poetessa espanyola, resident a Màlaga, emmarcada dins de la poesia de la consciència. Estudià magisteri i comunicació audiovisual. Ha participat en importants festivals literaris, com la Setmana de Poesia de Barcelona el 2007.

## Premis
- Premio Ciudad de Málaga de Literatura Joven, 1992 (No es precisa la muerte)
- Premio Barcarola, 1995 (Puente levadizo)
- Premio Leonor, 2000 (Los muertos nómadas)

## Poemaris
- No es precisa la muerte (Málaga, 1992)
- Pueblo nómada (Málaga, 1995)
- Fuegos japoneses en la bahía (Málaga, 1996)
- Puente levadizo (Albacete, 1996)
- Cartas de amor de un comunista (València, 2000)
- Los muertos nómadas (Sòria, 2001)
- De la nieve embrionaria (Montilla, 2002)
- El frío proletario (Málaga, 2002)
- Siberia propia (Madrid, 2007)